# Jan Měchura (politik)
Jan Měchura (17. srpna 1876 Šardice č.p. 15 – 16. října 1959 Kroměříž) byl český a československý politik, meziválečný poslanec a senátor Národního shromáždění ČSR za agrárníky.

## Biografie
Pocházel z jihomoravských Šardic. Vystudoval obecní školu, pak působil jako rolník. V roce 1899 byl aktérem incidentu, kdy se při vojenském cvičení odmítl ohlásit německy hier, ale trval na českém zde. Byl za to krátce vězněn. Politicky aktivní byl již za Rakouska-Uherska. V rodné obci byl v letech 1910-1930 starostou a členem místních spolků. V roce 1906 kandidoval za agrární stranu na Moravský zemský sněm za volební obvod venkovských obcí okresu Kyjov. Získal 687 hlasů, což bylo sice nejvíce, ale v druhém kole byl poražen nezávislým agrárním kandidátem Josefem Kristem. Poslancem Moravského zemského sněmu se Měchura stal až roku 1907. Zvolen byl v doplňovacích volbách 8. října 1907 za českou kurii venkovských obcí, obvod Kyjov. Mandát zde obhájil i v řádných zemských volbách v roce 1913.
Ve volbách do Říšské rady roku 1911 se stal poslancem Říšské rady (celostátní parlament), kam byl zvolen za český okrsek Morava 30. Usedl do poslanecké frakce Klub českých agrárníků. Ve vídeňském parlamentu setrval do zániku monarchie.
Od roku 1918 zasedal v československém Revolučním národním shromáždění za Republikánskou stranu československého venkova (od roku 1922 Republikánská strana zemědělského a malorolnického lidu). Mandát nabyl v listopadu 1918. Byl profesí rolníkem.
Později byl členem horní komory parlamentu. Po parlamentních volbách v roce 1929 získal senátorské křeslo v Národním shromáždění. Mandát ovšem získal až dodatečně roku 1933 jako náhradník poté, co zemřel senátor Karel Sáblík. Mandát obhájil v parlamentních volbách v roce 1935. V senátu setrval do jeho zrušení roku 1939, přičemž ještě krátce předtím, v prosinci 1938, přestoupil do nově vzniklé Strany národní jednoty.
Za nacistické okupace byl místním předsedou Národního souručenství v Šardicích.